# Закон Джоя

Група сонячних плям у північній півкулі Сонця з кутом нахилу

Закон Джоя — емпіричний закон у сонячній фізиці для розподілу сонячних плям в активних областях. Закон стверджує, що кут {\displaystyle \theta }, на який сонячні плями «нахилені» відносно сонячної паралелі (передня пляма ближча до сонячного екватора, ніж задня пляма) зростає з широтою, на якій розташовані ці плями. Закон Джоя є спостережним підтвердженням дії «альфа-ефекту» в сонячному динамо. Закон названий на честь Альфреда Гаррісона Джоя.